# Alexandromenia pilosa
Alexandromenia pilosa is een Solenogastressoort uit de familie van de Amphimeniidae. De wetenschappelijke naam van de soort is voor het eerst geldig gepubliceerd in 2002 door Handl & Salvini-Plawen.